# میدان نفتی زاکوم
میدان نفتی زاکوم (عربی: حقل زاكوم العلوي) از میدان‌های نفتی امارات متحده عربی است، که در فاصله ۸۴ کیلومتری از شمال غربی ابوظبی قرار دارد.
میدان زاکوم در سال ۱۹۶۳ کشف شد و توسعه آن توسط کنسرسیوم بی‌پی و توتال انجام گردید. هم‌اکنون ظرفیت تولید نفت خام این میدان بطور متوسط، معادل ۵۰۰ هزار بشکه در روز است. میدان نفتی زاکوم با ذخیره درجای ۵۰ میلیارد بشکه نفت خام، از میادین متعلق به شرکت ادنوک است.